# 徳川斉温
徳川 斉温（とくがわ なりはる）は、江戸時代後期の大名。尾張藩11代藩主。官位は従二位・権大納言。12代将軍・徳川家慶は異母兄。13代将軍・徳川家定、14代将軍・徳川家茂の叔父にあたる。

## 生涯
11代将軍・徳川家斉の十九男として誕生した。母は側室・お瑠璃の方（青蓮院）。幼名は直七郎。
文政5年（1822年）6月13日、従兄にあたる徳川斉朝の養子になった。文政10年（1827年）8月15日、斉朝の隠居を受け、9歳で家督を相続した。
倹約令を出して尾張藩の財政の建て直しなどに尽力し、凶作に苦しんだ領民に救恤米を施したといわれる。しかし、天保7年（1836年）に福君の入輿の際に華美な行列を行ったことや、天保9年（1838年）に江戸城西の丸再建に際して9万両と木曾檜を献上したことなどにより、財政が更に悪化した。また、無類の鳩好きで、江戸藩邸に数百匹の鳩を飼育し、全ての鳩に名前をつけており、世話役の藩士は苦しみ藩費も浪費した。餌代を誤魔化して不正を働く家臣もいた。侍読の石川魯庵は斉温を諌め、物に執着して志を失う義を申し立てたところ、斉温は即座に鳩を解き放ったという。斉温には諫言を聞き入れる素直さがあり、また家臣と共に講義を聞くほど学問好きであった。
病弱の故をもって江戸藩邸に常住し、襲封後21歳で死去するまでの12年間、尾張藩領内に一度も入ることがなかった。
死去に際して実子がなく、異母兄の斉荘が養子となって家督を相続した。

## 官職および位階等の履歴
※日付＝旧暦
- 1822年（文政5年）6月13日、尾張藩主徳川斉朝の養子となる。
- 1826年（文政9年）5月28日、元服し、父である将軍徳川家斉から偏諱を与えられ斉温と名乗る。従三位に叙し、左近衛権中将に任官。
- 1827年（文政10年）8月15日、藩主となる。
- 1830年（文政13年）4月18日、参議に補任。
- 1831年（天保2年）12月1日、権中納言に転任。
- 1837年（天保8年）8月28日、従二位に昇叙し、権大納言に転任。
- 1839年（天保10年）3月20日、薨去。法名は良恭院殿譲譽盛徳源僖大居士。諡は僖公。墓所は名古屋市東区筒井の徳興山建中寺。

## 系譜
- 父：徳川家斉
- 母：青蓮院 - お瑠璃の方、戸田政方の娘
- 正室：琮樹院 - 愛姫、徳川斉匡の十四女で従姉妹にあたる
- 継室：俊恭院 - 福君、定子、近衛基前の養女、鷹司政煕の娘
- 養子：徳川斉荘 ー 徳川家斉の十二男